# Mammillaria eriacantha
Mammillaria eriacantha ist eine Pflanzenart aus der Gattung Mammillaria in der Familie der Kakteengewächse (Cactaceae). Das Artepitheton eriacantha bedeutet ‚wollstachelig‘.

## Beschreibung
Mammillaria eriacantha wächst einzeln, selten sprossend. Die schmal zylindrischen Triebe sind 30 bis 50 Zentimeter hoch und 5 Zentimeter im Durchmesser groß. Die Warzen sind konisch geformt und ohne Milchsaft. Die Axillen sind nackt oder außerhalb der blühfähigen Zone dicht bewollt. Die 2 Mitteldornen sind goldgelb, leicht flaumig. Sie sind mehr oder weniger gleich groß mit 0,8 bis 1 Zentimeter Länge. 20 bis 24 Randdornen sind borstenartig oder fein nadelig, hell goldgelb. Sie sind 0,4 bis 0,5 Zentimeter lang und winzig flaumartig.
Die Blüten sind klein, grünlich gelb und ragen kaum aus der Bedornung heraus. Die Früchte sind rötlich braun. Sie enthalten braune Samen.

## Verbreitung, Systematik und Gefährdung
Mammillaria eriacantha ist in dem mexikanischen Bundesstaat Veracruz verbreitet.
Die Erstbeschreibung erfolgte 1837 durch Ludwig Georg Karl Pfeiffer. Nomenklatorische Synonyme sind Cactus eriacanthus (Link & Otto ex Pfeiff.) Kuntze (1891), Neomammillaria eriacantha (Link & Otto ex Pfeiff.) Britton & Rose (1923) und Chilita eriacantha (Link & Otto ex Pfeiff.) Orcutt (1926).
Es werden folgende Unterarten unterschieden:
- Mammillaria eriacantha subsp. eriacantha
- Mammillaria eriacantha subsp. velizii J.Linares

In der Roten Liste gefährdeter Arten der IUCN wird die Art als „Vulnerable (VU)“, d. h. als gefährdet geführt.

## Nachweise